# Sven Huybrechts
Sven Huybrechts is een Belgische regisseur en scenarioschrijver.
Sven Huybrechts is de zoon van sport-commentator Carl Huybrechts.

## Filmografie
Speelfilms
- Torpedo - 2019[2]
- Piet Piraat en het zwaard van Zilvertand - 2008
- Zand erover (kortfilm) - 1999

Televisieseries
- Voor de leeuwen - 2017
- Piet Piraat - 2009